# Dennō Coil
Dennō Coil (jap. 電脳コイル, Dennō Koiru, dt. „Cyberspule“) ist eine Science-Fiction-Animefernsehserie, die auch als Light Novel und Manga umgesetzt wurde.
Daikoku ist eine imaginäre japanische Großstadt, die über eine umfangreiche virtuelle Infrastruktur verfügt. Augmented Reality (AR, Erweiterte Realität) ist Teil des täglichen Lebens der Hauptakteure geworden. Die Grundschulkinder sind mit ihren AR-Brillen und Hacker-Fähigkeiten den Geheimnissen der Stadt auf der Spur: Sie suchen nach wertvollen Metabugs, untersuchen ungeklärte Verkehrsunfälle und jagen Illegalen nach, die Gerüchten zufolge der Schlüssel zu einer anderen Welt sein sollen.

## Handlung
Im Jahre 2026, elf Jahre nach der Einführung von drahtlos mit dem Internet verbundenen AR-Brillen, zieht Yūko Okonogi, genannt Yasako, mit ihrer Familie nach Daikoku. Die Stadt ist ein Technologiezentrum und überall gibt es virtuelle Wesen und Räume. Yūko wird Mitglied von Coil, einer Detektiv-Agentur, die von ihrer Großmutter geleitet wird. Die Mitglieder sind Kinder, die mit Hilfe von virtuellen Werkzeugen und Haustieren nach anderen vermissten Cyber-Haustieren suchen. Dabei trifft sie auf die gleichnamige Yūko Amasawa, genannt Isako. Diese ist eine mysteriöse Hackerin, die offenbar über einzigartige Fähigkeiten verfügt. Isako sucht nach den sogenannten „Illegalen“, Computerviren, die nur in veralteten virtuellen Räumen überleben können. Gerüchte besagen, dass die Illegalen aus Kirabugs bestehen, mit deren Hilfe man den mächtigen Cybergeist Michiko heraufbeschwören kann, der Wünsche erfüllt und Opfer fordert.

## Titel
Dennō ist ein Präfix, mit dem die virtuelle Welt von der realen unterschieden wird; eine „Dennō-Katze“ ist also keine echte Katze, sondern ein Programm, das für die Träger der AR-Brillen als Katze erscheint. Die virtuelle Welt ist für die Kinder auch hörbar, aber nicht spürbar. Dennō bedeutet wörtlich „Elektronengehirn“ und als Präfix „Computer-, Cyber-“.

## Charaktere

### Kinder
- Yūko Okonogi (小此木 優子), genannt Yasako (sanftmütiges Mädchen), ist vor kurzem mit ihrer kleinen Schwester und ihrem Cyberhund von Kanazawa nach Daikoku gezogen. Nachdem sie Fumie kennen lernt, wird sie Coil-Mitglied Nr. 8. Sie verliebt sich in ihren Klassenkameraden Haraken, der aber seine selige Freundin Kanna nicht vergessen kann.
- Yūko Amasawa (天沢 勇子), genannt Isako (mutiges Mädchen), ist eine einzelgängerische Hackerin mit unbekannten Zielen. Sie manipuliert die virtuelle Welt mit komplizierten Kreidezeichnungen (Encodings) oder sogar nur durch ihre Gedanken.
- Kyōko Okonogi (小此木 京子), Yasakos kleine Schwester, die gern auf Dinge zeigt und Unchi („Kacka“) ruft. Das Gleiche tat auch Yasako als kleines Kind.
- Fumie Hashimoto (橋本 文恵), ein energiegeladenes Mädchen, versierte Hackerin und Coil-Mitglied Nr. 7. Sie hat ihr Cybertier verloren, so dass sie Seele und Gefühle in Cybertieren nicht mehr anerkennt.
- Akira Hashimoto (橋本 アキラ), Fumies jüngerer Bruder, Mitglied der Daikoku Hackers, wird ständig von Fumie gemobbt.
- Ken'ichi Harakawa (原川 研一), genannt Haraken, Coil-Mitglied Nr. 5. Seit seine Freundin Kanna bei einem mysteriösen Verkehrsunfall starb, sucht er nach Illegalen.
- Daichi Sawaguchi (沢口 ダイチ), Gründer und Anführer der Daikoku Hackers, die mit allen Mitteln nach wertvollen Metabugs suchen. Er ist Fumies Freund aus Kinderzeiten und liebt sie heimlich, obwohl er sie gewöhnlich quält.
- Denpa(電波), Daichis Freund und Mitglied der Daikoku Hackers, ein ruhiger Junge mit einer speziellen Begabung, Stimmen in Metabugs zu hören.

### Erwachsene
- Tamako Harakawa (原川 玉子), Harakens 17-jährige Tante, genannt Obasan (Tante), Mitarbeiterin der Cyberbehörde. Sie kommandiert die Satchiis. Sie hat vor 7 Jahren als Kind den Eingang zum sehr alten Raum, Acchi („jenseitige Welt“) geöffnet und die Stadt Daikoku in Verwirrung gebracht, die von Megabā gelöst wurde.
- Megabā („Brillen-Oma“), Yasakos verschrobene Großmutter, erfahrene Hackerin, Meisterin im „Metabug-Kneten“ und Gründerin der Coil-Agentur.
- Ojiji („Opa“), Yasakos selige Großvater, Arzt des städtischen Krankenhaus Daikoku, Cyberbrilleningenieur. Er hat es erst möglich gemacht, dass man auch im Krankenhaus die Cyberbrille benutzt.
- Nobuhiko Amasawa (天沢信彦), Isakos ältere Bruder. Seit dem Verkehrsunfall vor 7 Jahren liegt er bewusstlos im Krankenbett des Zimmers 4423. Isako besucht ihn oft.

### Cybertiere
- Densuke: Yasakos Hund, das Maskottchen der Serie. Nachdem er einen Illegalen verfolgt hat, versteckt dieser sich in ihm, und er wird krank.
- Oyaji („alter Mann“): Fumies „Sklave“, der einem nackten Gnom ähnelt. Ihr altes Cybertier wurde von Satchii zerstört.
- Micet: Akiras Midget (kleine Cyberkatze mit Ohren, die wie Hände aussehen.) Midgets sind illegal, da man mit ihnen unentdeckt Abhören und Beobachten kann.
- Satchiis (von Searchmaton, wörtl. „Suchomat“): Software, die Viren, illegale Programme und auch andere Cybertiere im Auftrag der Stadtverwaltung zerstören soll. Sie dürfen weder Schulen noch Tempel betreten.

## Anime
Die Serie wird vom Studio Madhouse produziert. Die Idee stammt von Mitsuo Iso, der auch Regie führt. Dennō Coil ist sein erstes Werk als Regisseur.

### Synchronisation
| Rolle  | Japanische Sprecher Seiyū |
| ------ | ------------------------- |
| Yasako | Fumiko Orikasa            |
| Isako  | Hōko Kuwashima            |
| Fumie  | Sachiko Kojima            |

### Musik
Für den Vorspann der Fernsehserie wurde Prism (プリズム, Purizumu) von Ayako Ikeda (Komposition und Gesang) und Tatoo (Arrangement) produziert, von denen auch der Abspanntitel Sora no Kakera (空の欠片) stammt.

## Light Novel
Des Weiteren werden von Tokuma Shoten seit April 2007 Romane zur Serie herausgegeben, von denen bis April 2010 bisher 11 Bände noch nicht abgeschlossen erschienen sind. Diese werden von Yūko Miyamura geschrieben.

## Manga
Die Geschichte erschien auch als Manga beim Shōgakukan-Verlag im Magazin Ciao ab der August-Ausgabe vom 3. Juli 2007. Am 31. Oktober 2007 erschienen die Kapitel als Sammelband (Tankōbon) zusammengefasst. Der Text stammt von Mitsuo Iso, die Zeichnungen von Mizuki Kuze.

## Auszeichnungen
Der Anime gewann den Tokyo Anime Award der Tōkyō Kokusai Anime Fair 2008 in der Kategorie Fernsehserie, gemeinsam mit Tengen Toppa Gurren-Lagann.